# Шелльбах
Шелльбах (нем. Schellbach) — коммуна в Германии, в земле Саксония-Анхальт. 
Входит в состав района Бургенланд. Подчиняется управлению Дройсигер-Цайтцер Форст.  Население составляет 511 человек (на 31 декабря 2006 года). Занимает площадь 10,39 км². Официальный код  —  15 2 56 074.
Коммуна подразделяется на 3 сельских округа.